# Rozay-en-Brie
Rozay-en-Brie ist eine französische Gemeinde mit 2.840 Einwohnern (Stand: 1. Januar 2022) im Département Seine-et-Marne in der Region Île-de-France. Sie gehört zum Arrondissement Provins und zum Kanton Fontenay-Trésigny. Die Einwohner werden Rozéens genannt.

## Geographie
Rozay-en-Brie liegt etwa 50 Kilometer südöstlich von Paris in der Landschaft Brie. Im Norden der Gemeinde fließt die Yerres. Umgeben wird Rozay-en-Brie von den Nachbargemeinden Lumigny-Nesles-Ormeaux im Norden, Voinsles im Osten sowie Bernay-Vilbert im Süden und Südwesten.
Durch die Gemeinde führt die Route nationale 4 (ehemals Route nationale 304).

## Geschichte
Im Jahr 1935 eröffnete die Pfarrgemeinde von Asnières in Rozay-en-Brie ein Altersheim für Exilrussen, sogenannte Weisse Russen.

## Bevölkerungsentwicklung
| Jahr      | 1962 | 1968 | 1975 | 1982 | 1990 | 1999 | 2006 | 2012 |
| Einwohner | 1483 | 1521 | 1768 | 1914 | 2380 | 2613 | 2703 | 2816 |

## Sehenswürdigkeiten

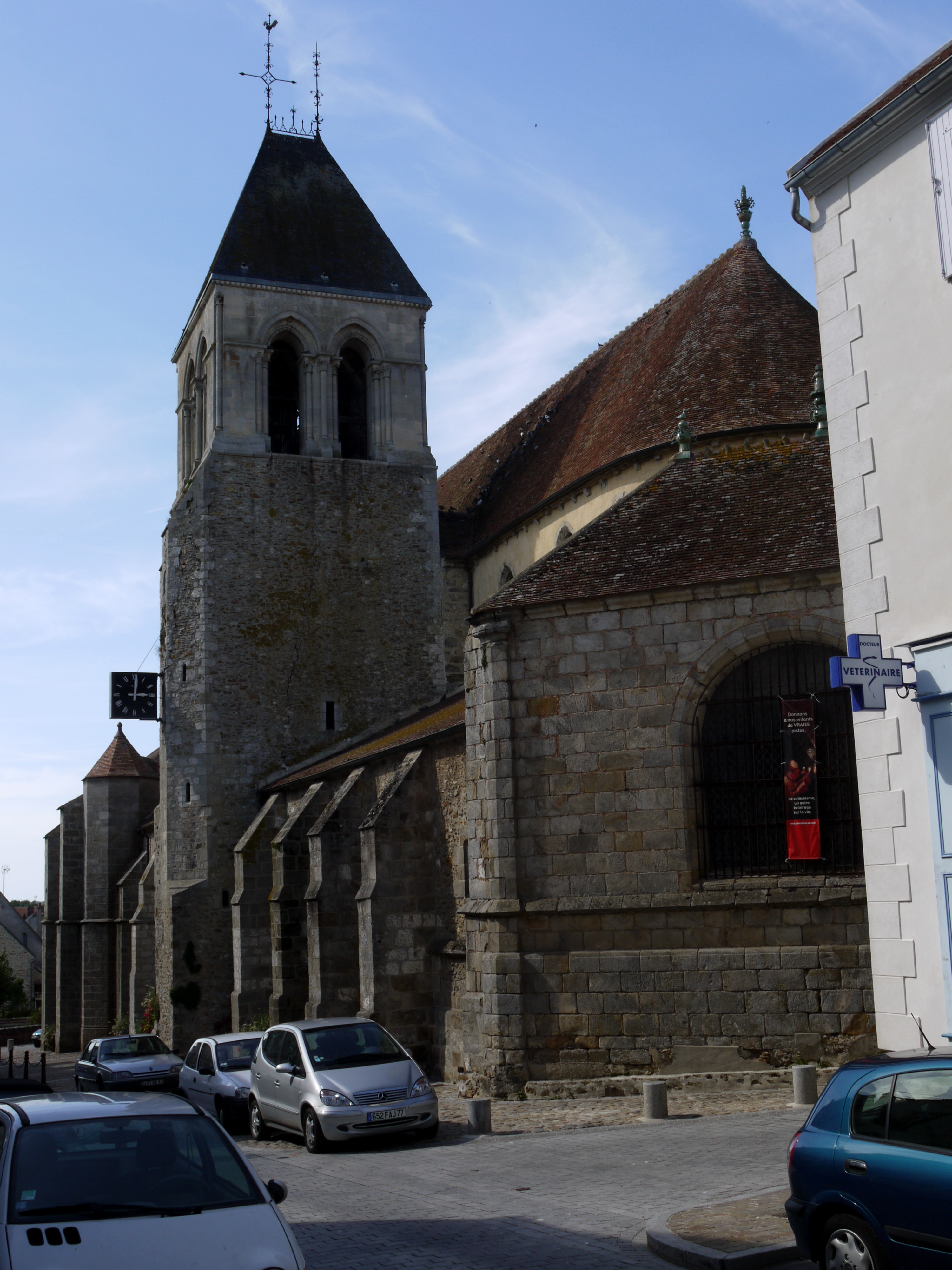
Kirche Notre-Dame-de-la-Nativité

- Kirche Notre-Dame-de-la-Nativité aus dem 12. Jahrhundert, spätere Umbauten, seit 1862 Monument historique
- zahlreiche Fachwerkhäuser
- Reste der früheren Befestigung (teilweise Monument historique seit 1935)

Siehe auch: Liste der Monuments historiques in Rozay-en-Brie

## Persönlichkeiten
- Pierre Caroli (um 1480–um 1550), Theologieprofessor, Pfarrer und Reformator, geboren im Ort
- Claudine de Culam (vermutlich um 1585–1601), der Zoophilie angeklagt und nach der Beweisprobe gehenkt
- Christian Jacob (* 1959), Politiker (UMP, LR)